# مقاله الکترونیکی
مقالات الکترونیکی، مقالاتی در ژورنال‌های علمی یا مجلات هستند که از طریق انتقال الکترونیک در می‌تواند در دسترس باشند. آنها شکل خاصی از یک سند الکترونیکی با یک مطالب تخصصی، هدف، فرمت، ابر داده، و در دسترس بودن آنها ترکیب مقالات فردی از ژورنال‌ها علمی یا مجلات (و در حال حاضر مجلات محبوب) هستند، هدف آنها ارائه مواد برای پژوهش و مطالعه علمی است. آنها تقریباً شبیه مقالا مجلات چاپی فرمت شده‌اند. ابرداده در پایگاه‌های تخصصی مانند راهنمای مجلات دسترسی آزاد و همچنین پایگاه‌های داده برای این رشته وارد شده‌اند؛ و آنها عمدتاً از طریق کتابخانه‌های تخصصی و کتابخانه‌های دانشگاهی به‌طور کلی هزینه ثابت در دسترس هستند. مقالات الکترونیکی را می‌توان در ژورنال‌های فقط اینترنتی (برتری همتراز) یافت؛ اما در قرن ۲۱ آنها به عنوان نسخه‌های آنلاین از مقالاتی که در ژورنال‌ها ی چاپی منتشر می‌شوند رایج شدند. عمل چاپ و نشر از یک نسخه الکترونیکی قبل از آن بعد از آنکه در چاپ ظاهر شود؛ به ویژه در پاب مد گاهی پیش انتشار نامیده می‌شود.
این اصطلاح می‌تواند همچنین برای نسخه‌های الکترونیکی نشریات کمتر رسمی، مانند آرشیوهای آنلاین به کار برده شود، کار آرشیوهای مقاله از دانشگاه‌ها؛ سازمان‌های دولتی، مخازن دولتی و خصوصی و موسسات و وب سایتها.
در بسیاری از زمینه‌های دانشگاهی، پایگاه‌های داده کتابشناختی برای پیدا کردن مطالب خود به صورت آنلاین می‌باشند.
رایج‌ترین سایتها مبتنی بر اشتراک هستند یا به ازای پرداخت اجازی دسترسی می‌دهند. بسیاری از دانشگاه‌ها برای مجلات الکترونیکی برای دانشجویان و استادان خود امکان دسترسی فراهم می‌کنند؛ و آن معمولاً برای افراد امکان اشتراک را فراهم می‌کنند. تعداد فزاینده‌ای از مجلات به صورت دسترسی آزاد بدون نیاز به هیچ اشتراکی هستند. بیشترین کار آرشیوهای مقالات در صفحه‌های خانگی سایت شخصی رایگان هستند. آنها به عنوان مجموعه‌هایی در مخازن سازمانی و مخازن موضوعی هستند.
رایج‌ترین فرمهای انتقال،html; PDF و در زمینه‌های تخصصی مانند ریاضیات و فیزیک، تکس و پست اسکریپ هستند.